# 大多和元直
大多和 元直（おおたわ もとなお）は、戦国時代から安土桃山時代にかけての武将。毛利氏の家臣。父は毛利水軍の将の一人として石山合戦などで活躍した大多和就重。

## 生涯
安芸国賀茂郡中河内を本拠とした国人である大多和氏に生まれ、毛利水軍の将の1人となった大多和就重の嫡男として生まれる。
天正11年（1583年）2月25日、毛利輝元の加冠を受けて元服し、「元」の偏諱を与えられて「元直」と名乗る。天正15年（1587年）7月8日に父・就重が死去し、7月29日に輝元から家督と所領の相続を認められた。
天正19年（1591年）12月13日、「与次兵衛尉」の官途名を与えられた。また、天正20年（1592年）2月20日には備後国恵蘇郡多賀山100石を打渡され、既に与えられていた備後国神石郡志摩利の内の80石6斗余と同所の12石6斗、周防国都濃郡の内の40石余の所領と合わせて、234石余を与えられることとなる。
天正20年（1592年）から始まる文禄の役にも従軍して朝鮮に渡ったが、文禄2年（1593年）5月20日に戦死した。子の元勝が後を継いだ。